# Otto Liedl
Otto Liedl (* 4. Februar 1921 in Linz, Oberösterreich; † 21. Oktober 2010 in Lembach im Mühlkreis, Oberösterreich) war ein österreichischer Politiker (SPÖ).

## Leben
Nach Besuch der Pflichtschule erlernte Otto Liedl den Beruf des Elektromechanikers sowie des Technischen Zeichners. Schon früh engagierte er sich in der Arbeiterbewegung und nahm darum 1945 eine Anstellung als Beamter beim Arbeitsamt in Rohrbach an. Nach 15 Jahren übernahm er 1960 dessen Leitung. Ebenfalls 1960 folgte die Wahl als Mitglied in den Gemeinderat von Rohrbach.
Liedl war nicht nur Bezirksparteivorsitzender der SPÖ im Bezirk Rohrbach, sondern auch Mitglied im Landesparteivorstand der SPÖ–Oberösterreich. Im November 1967 wurde er in Wien als Mitglied des Bundesrats vereidigt. Der Länderkammer gehörte Otto Liedl daraufhin zwölf Jahre lang, bis Oktober 1979, an.